# Sergueï Goriatchev
Sergueï Vladimirovitch Goriatchev (en russe : Сергей Владимирович Горячев), né le 22 octobre 1970 à Ojerelie et mort le 12 juin 2023 dans l'oblast de Zaporijjia, est un général de division russe qui a servi comme commandant de la 201e base militaire russe au Tadjikistan et comme chef d'état-major de la 35e armée interarmes de la fédération de Russie.
Il est tué sur le front de Zaporijjia lors de l'invasion russe de l'Ukraine.

## Biographie
Sergueï Goriatchev naît le 22 octobre 1970 dans la ville d'Ojerelie dans l'oblast de Moscou en Union soviétique. En 1994, il est diplômé de l'École supérieure de commandement aéroporté des gardes de Ryazan et diplômé de l'Académie interarmes des forces armées de la fédération de Russie en 2008.
À l'origine commandant d'un peloton de reconnaissance, Goriatchev sert ensuite comme chef adjoint de la reconnaissance d'un régiment et plus tard comme commandant adjoint d'une compagnie de reconnaissance, commandant d'une compagnie de reconnaissance et commandant d'un bataillon de parachutistes. De 2011 à 2013, il est commandant adjoint d'une brigade de fusiliers motorisés distincte de l'armée interarmes du district militaire occidental, l'un des commandements opérationnels de la Russie. En mars 2013, il est nommé chef du groupe opérationnel des troupes russes en Transnistrie. Depuis le 14 novembre 2018 (personnel rencontré le 21 novembre 2018 ), il a été nommé commandant de la 201e base militaire russe au Tadjikistan, décernant aux pétroliers de la 201e base militaire russe des médailles départementales.
En 2022, Goriatchev est remplacé par le colonel Evgueni Koviline et sert alors lors de l'invasion russe de l'Ukraine. Au cours de l'invasion et de la guerre qui suit, Goriatchev est le commandant de la 5e brigade de chars séparée et est promu chef d'état-major de l'armée.
Une publication sur le service de messagerie Telegram rapporte que Goriatchev et plusieurs autres officiers supérieurs ont été tués le 12 juin 2023 par une attaque effectuée à l'aide d'un missile Storm Shadow par les Forces armées ukrainiennes sur des positions des Forces armées russes dans l'oblast de Zaporijjia. Il avait 52 ans,.

## Distinctions
- Ordre du Courage[2]
- Ordre du Mérite militaire[2]
- Ordre du Mérite pour la Patrie[3]